# Gospa od Otoka (ikona)
Gospa od Otoka, Gospa Badijska, bizantska ikona s prikazanom Blaženom Djevicom Marijom. Datira iz kasnog 14. stoljeća. Na glasu je od 1571. kad joj je pripisan spas Korčule od napada osmanske mornarice.
Nekad se je nalazila u crkvi Gospe od Milosti na otočiću Badiji. Bila je u udubljenju oltara. Danas ju se čuva u južnoj lađi korčulanske stolne crkve.
Tradicionalno svake godine na 2. kolovoza (Gospa od Anđela, Gospa od Milosti, Porcijunkula) održava se procesija oprosta, korčulanskim dijalektom rečeno perdun, gdje hodočasnici s Korčule, Orebića, Lumbarde i ostalih korčulanskih mjesta i Pelješca dolaze svojim čamcima i brodovima, slaveći Gospu od Otoka.